# Авенариус, Пётр Александрович
Пётр Алекса́ндрович Авена́риус (Петергоф, 23 мая 1843 — 1 декабря 1909, Санкт-Петербург) — российский инженер и предприниматель, тайный советник.

## Биография
Представитель девятого поколения древнего рода Авенариусов из Праги, сын действительного статского советника А. А. Авенариуса.
В гимназии, Пятой Санкт-Петербургской, учился посредственно, но был трудолюбив и способен в различных ремёслах. После гимназии учился в технологическом институте, который, также как и гимназию, не закончил, поступив в корпус корабельных механиков. Юнкером и кондуктором посетил Копенгаген, Стокгольм, Константинополь, Алжир, Канарские острова, острова Зелёного мыса.
Получив чин морского офицера со званием инженер-механика, работал некоторое время на Путиловском заводе, а в 1871 году поступил в железнодорожную Московско-Брестскую компанию. Был членом правления и директором-распорядителем Невской пригородной конно-железной дороги, а также основателем и председателем Правления Общества Приморской железной дороги.
В последние годы жизни проживал вместе с женой, Марией Яковлевной, в Тарховке. Скончался скоропостижно 1 декабря 1909 года в 6 часов утра в возрасте 66 лет в квартире своего сына на Литейном проспекте 28, в Санкт-Петербурге, от грудной жабы. В честь него была названа улица в Курорте (район Сестрорецка), (ныне улица Максима Горького). Муниципальный Совет Сестрорецка планирует обустроить новый сквер с установкой в нём бюста П. А. Авенариуса с памятной надписью.

### Деятельность по строительствуПриморской железной дороги
В 1889 году стал председателем только что созданного «Акционерного общества Приморской Петербургско-Сестрорецкой железной дороги», цель которого заменить конный транспорт железнодорожным на курортно-дачном направлении столицы. В 1890 году Кабинет министров разрешил строительство дороги на паровой тяге. В посёлке Тарховка Авенариус строит дом Усадьба Авенариуса, для лучшего управления акционерным обществом и строительством. В 1894 году дорога начала эксплуатироваться. Время движения от ст. Новая Деревня до Сестрорецка в 1894 году составляло 1 час 15 минут (для сравнения в 2008 году — 45 минут).
Тарифы на проезд и размер платы за провоз багажа, установленные правительством, а также необходимость обслуживания пристани в посёлке Лисий Нос сделали работу общества убыточной. С целью экономического развития П. А. Авенариус попросил правительство выделить участок земли на берегу Финского залива в устье реки Сестра для строительства Курорта, что соответствовало уставу общества.

### Санаторий «Сестрорецкий Курорт»
9 июня 1898 года Кабинет министров разрешил строительство Курорта, выделив 54 десятины в бесплатную аренду сроком на 60 лет с обязательством построить железную дорогу Сестрорецк —  Курорт.
10 июня 1900 года состоялось открытие санатория «Сестрорецкий Курорт». Вокруг санатория шло интенсивное освоение земель под дачную и санаторную застройку. Появился посёлок Дюны на берегу Ржавой канавы. Железная дорога была продлена от ст. Курорт до п. Дюны (ст. Школьная, ст. Дюны). В конце железной дороги при содействии П. А. Авенариуса была построена Дюнская церковь во имя Спаса Преображения Господня. Возле этой церкви 4 декабря 1909 года был похоронен Пётр Александрович.
Во время Великой Отечественной войны по этой территории в течение четырёх лет проходила линия фронта и время сохранило только осколки надгробного камня на котором можно прочитать надпись: «Созидателю сего храма, преобразователю глухой местности в Сестрорецкий Курорт П. А. Авенариусу».

## Память
До 1930-х годов улица Максима Горького в Сестрорецке носила название Авенариусская.

## Семья
- Отец Александр Александрович Авенариус (1797—1892) — врач.
- Первая жена (до 1885) Матильда Константиновна Авенариус (1856—1885) — приёмная дочь старшего брата Константина Александровича Авенариуса (1826—1889), похоронена на Троицком кладбище Старого Петергофа.
  - Сын Константин (1874—1933) — подполковник инженерных войск, ветеран Первой мировой войны, был дважды женат: на француженке Грете Гийо (скончалась в 1896) и на Софии Владимировне Авенариус (была его двоюродной племянницей, стала жертвой блокадного Ленинграда), скончался в Ленинграде.
    - Внучка Елена (1896—1978) — дочь Константина Петровича Авенариуса от первого брака, эмигрировала из России во Францию в 1920 году по поддельным документам, вышла замуж за француза, скончалась в Сент-Фуа-ле-Лион[фр.].
    - Внук Вальдемар (1904—1915)
    - Внук Константин (1905—1985) — воспитанник кадетского корпуса, музыкант, в годы Гражданской войны участвовал в Белом движении, эмигрировал в Шанхай, затем в Югославию (в 1924 году), позднее в Аргентину, похоронен в Буэнос-Айресе.
    - Внучка Вероника (1907—1984)
    - Внук Александр (1910—1976) — токарь, имел среднее образование, в 1935 году выслан по приговору суда в Вологду на пять лет (в 1936 приговор отменён, вернулся в Ленинград), служил в РККА (1932—1933; 1941—1945), ветеран Великой Отечественной войны, сержант, скончался в Ленинграде.
    - Внучка Софья (1912—1995) — контролёр-счетовод, имела среднее образование, в 1935 году выслана по приговору суда в Вологду на пять лет (в 1936 приговор отменён, вернулась в Ленинград), скончалась в Екатеринбурге.

  - Дочь Елена (1880—1942) — жена д.с.с. полковника Владимира Яковлевича Завадовского (1865—1936), выпускница Смольного института, жертва блокадного Ленинграда.
    - Внучка Елена Владимировна Завадовская (1901—1942) — жена Александра Александровича Эстлинга (1890—1942), вместе с мужем стала жертвой блокадного Ленинграда.
    - Внучка Кира Владимировна Завадовская (1903—1991) — жена (с 1947) Александра Петровича Минкина, врач-педиатр, во время Великой Отечественной войны была в эвакуации, скончалась в Ленинграде.
    - Внук Владимир Владимирович Завадовский (1904—1964) — обучался в Гатчинском Сиротском институте, в 1919 году эмигрировал в США, позднее вернулся в Петроград, стал инвалидом, попав под трамвай, с 1937 по 1964 жил за пределами Ленинграда, во время Великой Отечественной войны был в эвакуации, скончался в Ленинграде.
    - Внук Михаил Владимирович Завадовский (1907—1975) — брат-близнец Марины, обучался в Гатчинском Сиротском институте, до и во время Великой Отечественной войны служил в пожарной охране, после войны стал экскурсоводом, скончался в Ленинграде.
    - Внучка Марина Владимировна Завадовская (1907—1942) — сестра-близнец Михаила, жертва блокадного Ленинграда, умерла незамужней и бездетной.
- Вторая жена (с 1885) Мария Яковлевна Завадовская (1863—1931) — старшая сестра Владимира Яковлевича Завадовского (1865—1936), выпускница Санкт-Петербургского Николаевского сиротского института, скончалась в Ленинграде.
  - Сын Яков (1886—1893)
  - Сын Пётр (1888—1920) — офицер Гвардии, участник Первой мировой и Гражданской войн, в 1918—1920 годах на службе в Штабе 7-й армии РККА, расстрелян за участие в подпольной антисоветской организации.
  - Дочь Елизавета (1889—1941) — жена титулярного советника Михаила Александровича Германова (1888—не ранее 1923), жертва блокадного Ленинграда.
    - Внук Александр Михайлович Германов (1910—1986) — доктор физико-математических наук, профессор.
    - Внук Михаил Михайлович Германов (1912—2000) — заслуженный изобретатель РСФСР, доктор педагогических наук, профессор ВГПИ, ветеран Великой Отечественной войны.

  - Дочь Мария (1892—1955) — медсестра в годы Первой мировой войны, депутат Володарского райсовета в довоенном Ленинграде, блокадница.

## Галерея
- П. А. Авенариус с супругой
- Герб рода Авенариусов
- Зелёный кабинет П. А. Авенариуса
- Основатель Сестрорецкого Курорта
- У бывшей могилы П. А. Авенариуса. (Снимок начала 1970-х гг.)